# Hans Sjöquist
Hans Elis Sjöquist, född 17 september 1934 i Falun, död 25  november 2010, var en svensk jurist som var lagman i Falu tingsrätt från 1985 till 2000.
Sjöquist blev juris kandidat vid Uppsala universitet 1961 och genomförde tingstjänstgöring 1962-1963 innan han blev fiskal vid hovrätten för Västra Sverige 1964, där han utsågs till hovrättsråd 1981. Han var  lagman i Falu tingsrätt 1985-2000.
Sjöquist var son till ingenjör Elis Sjöquist och han maka Karin, född Persson. Han var gift från 1959 med Margareta, mellanstadielärare, född Blom 1937.